# エアポート'77/バミューダからの脱出
『エアポート'77/バミューダからの脱出』（Airport '77）は、1977年に公開された航空パニック映画。エアポートシリーズの第3作目。主演はジャック・レモン、監督はジェリー・ジェームソン。

## 内容
パームビーチの邸宅を美術館として開放しようと計画していた大富豪のフィリップ・スティーブンス（ジェームズ・スチュアート）所有のボーイング747は、高価な美術品と招待客を乗せワシントン・ダレス国際空港を離陸した。乗員は、機長のギャラガー（ジャック・レモン）、副操縦士のチェンバーズ（ロバート・フォックスワース）、スティーブンスの秘書でギャラガーの恋人のイブ（ブレンダ・バッカロ）、設計責任者のブチェック（ダーレン・マクギャヴィン）らが搭乗。招待客は、金持のエミリー（オリヴィア・デ・ハヴィランド）、その連れのドロシー（メイディー・ノーマン）、エミリーの元恋人のニコラス・セント・ダウンズIII世（ジョゼフ・コットン）、銀行家のラルフ・クロフォード（ジェームス・ブース）、獣医師のハーブ・ウイリアムズ（M・エメット・ウォルシュ）、著名な海洋学者マーチン・ウォレス（クリストファー・リー）、その妻のカレン・ウォレス（リー・グラント）、ウォレスの助手のフランク・パワーズ（ジル・ジェラード）らが乗っていた。
ジャンボ機はスケジュール通りパームビーチへ向かっていたが、客室乗務員と装っていたハイジャッカー二人の手により機内には麻酔ガスが流され、乗客と乗務員は意識を失ってしまった。さらに、副操縦士と装って操縦資格の全くないハイジャッカーの一味のチェンバーズは、機をレーダーから逃れようとして低空飛行の状態でバミューダ海域へと進路を変えカリブ海の孤島へ向かったが、途中で天候が悪化し、濃霧で視界を失ったジャンボ機は突然現れた油田タワーに右エンジンを接触、衝撃で燃料漏れを起こし、エンジンから火を噴出して、操縦不能となり、コントロールを失って墜落し、乗員乗客を乗せたまま海底へと沈んでいき、貨物室から海水がどんどん浸水していく。陸上では、ジャンボ機が消息を絶ったことを知り、ジェット機の製造責任者のパトローニ（ジョージ・ケネディ）と共に空と海での捜索が始まっていた。海面に出て救難信号を発信したギャラガーはアメリカ海軍に救助され、彼自身も参加して大規模な救助作戦が始まった。

## 概説
「エアポート'75」のヒットを受け、同作の制作総指揮ジェニグス・ラングと制作のウィリアム・フライが再び手がけたエアポート・シリーズの第3作で、撮影のフィリップ・ラスロップと音楽のジョン・カカバスも、引き続いての登板である。監督はテレビドラマを多数演出し、後に「レイズ・ザ・タイタニック」（1980）も監督するジェリー・ジェームソンが起用された。
主演は、コメディに多数出演し、「セイブ・ザ・タイガー」（1973）でアカデミー主演男優賞に輝いたジャック・レモン。その他、「フィラデルフィア物語」（1940）で同賞を得たジェームズ・スチュアート、「シャンプー」（1975）でアカデミー助演女優賞を受賞したリー・グラント、「いくたびか美しく燃え」（1975）で同賞にノミネートされたブレンダ・バッカロ、「第三の男」（1950）のジョゼフ・コットン、「風と共に去りぬ」（1939）に出演しアカデミー主演女優賞を二度獲得しているオリヴィア・デ・ハヴィランド、「チャレンジャー」（1969）のダーレン・マクギャヴィン、「吸血鬼ドラキュラ」シリーズのクリストファー・リーといったオールスター・キャストであった。また、ジョージ・ケネディは、「大空港」、「エアポート'75」に続いてのジョー・パトローニ役での出演で、今回はジャンボ機の製造会社の責任者として登場。しかし、スケジュールの都合で出演シーンは少なく、遭難現場には赴かず後方支援に徹するという、パトローニらしくない行動に終わってしまっている。
制作費1,000万ドル（当時のレートで約30億円）のうち、ジャンボ機のセットに150万ドルの予算が組まれた。このセットには、父親が本当に自家用ジャンボ機を購入したアラビア某国の王子も見学に訪れたという。その造形により、アカデミー美術賞にノミネートもされた。なお、ジャンボ機が不時着して水没していく場面は実機では再現できないためゴジラシリーズやポセイドン・アドベンチャーと同じ特撮で再現されている。また、過去に『スティング』などでアカデミー衣裳デザイン賞を8回受賞しているイーディス・ヘッドが、オリヴィア・デ・ハヴィランドやブレンダ・バッカロの衣裳デザインを担当し、本作でも同賞にノミネートされた。クライマックス・シーンでは、実際にアメリカ海軍が協力し、本物の救助装備が使用された。
本作は日本において、1977年度の外国映画の興行成績で第9位であった。

## キャスト
| 役名                            | 俳優                         | 日本語吹替                                                            | 日本語吹替                                     | 日本語吹替 |
| 役名                            | 俳優                         | 日本テレビ版                                                          | テレビ朝日版                                   |            |
| ------------------------------- | ---------------------------- | --------------------------------------------------------------------- | ---------------------------------------------- | ---------- |
| ドン・ギャラガー                | ジャック・レモン             | 小林勝彦                                                              | 田中信夫                                       |            |
| フィリップ・スティーブンス      | ジェームズ・スチュアート     | 内田稔                                                                | 浦野光                                         |            |
| カレン・ウォレス                | リー・グラント               | 小原乃梨子                                                            | 此島愛子                                       |            |
| イブ・クレイトン                | ブレンダ・ヴァッカロ         | 清水良英                                                              | 弥永和子                                       |            |
| ニコラス・セント・ダウンズIII世 | ジョゼフ・コットン           | 北原義郎                                                              | 村瀬正彦                                       |            |
| エミリー・リビングストン        | オリヴィア・デ・ハヴィランド | 加藤道子                                                              | 藤波京子                                       |            |
| スタン・ブチェック              | ダーレン・マクギャヴィン     | 加藤正之                                                              | 阪脩                                           |            |
| マーチン・ウォレス              | クリストファー・リー         | 阪脩                                                                  | 坂口芳貞                                       |            |
| チャンバース                    | ロバート・フォックスワース   | 納谷六朗                                                              | 池田勝                                         |            |
| エディ                          | ロバート・フックス           | 宮村義人                                                              |                                                |            |
| ジョー・パトローニ              | ジョージ・ケネディ           | 大宮悌二                                                              | 渡部猛                                         |            |
| ウィリアムズ                    | M・エメット・ウォルシュ      | 宮川洋一                                                              | 増岡弘                                         |            |
| ジェラルド・ルーカス            | ジョージ・ファース           | 山内雅人                                                              | 西村知道                                       |            |
| リサ                            | パメラ・ベルウッド           | 宗形智子                                                              | 榊原良子                                       |            |
| ジェーン・スターン夫人          | アーリーン・ゴロンカ         | 浅井淑子                                                              | 梨羽侑里                                       |            |
| ウィルソン                      | マイケル・パタキ             | 筈見純                                                                | 沢木郁也                                       |            |
| バンカー                        | モンテ・マーカム             | 小島敏彦                                                              | 屋良有作                                       |            |
| フランク・パワーズ              | ギル・ジェラード             | 渡辺晃三                                                              | 千田光男                                       |            |
| ドロシー                        | メイディ・ノーマン           | 遠藤晴                                                                | 片岡富枝                                       |            |
| ジュリー                        | キャスリーン・クインラン     | 幸田直子                                                              | 堀越真己                                       |            |
| ラルフ・クロフォード            | ジェームズ・ブース           | 嶋俊介                                                                | 郷里大輔                                       |            |
| アン                            | モニカ・ルイス               |                                                                       |                                                |            |
| スティーブ                      | トム・サリヴァン             |                                                                       |                                                |            |
| その他                          | -                            | 松岡文雄 牧野和子 二又一成 徳丸完 有馬瑞子 幹本雄之 鈴木一輝 土方結香 | 大木民夫 堀内賢雄 喜多川拓郎 大塚芳忠 羽村京子 |            |
|                                 |                              |                                                                       |                                                |            |
| 演出                            | 演出                         | 壷井正                                                                | 山田悦司                                       |            |
| 翻訳                            | 翻訳                         | 川本燁子                                                              | たかしまちせこ                                 |            |
| 効果                            | 効果                         | PAG                                                                   | PAG                                            |            |
| 調整                            | 調整                         | 栗林秀年                                                              | 高橋久義                                       |            |
| 制作                            | 制作                         | グロービジョン                                                        | グロービジョン                                 |            |
| 解説                            | 解説                         | 水野晴郎                                                              | 淀川長治                                       |            |
| 初回放送                        | 初回放送                     | 1982年4月4日 『水曜ロードショー』 21:02-22:54                         | 1987年1月11日 『日曜洋画劇場』 21:02-22:54     |            |

※テレビ朝日版はDVD収録

## スタッフ
- 監督 - ジェリー・ジェームソン
- 制作 - ウイリアム・フライ
- 制作総指揮 - ジェニングス・ラング
- 音楽 - ジョン・カカバス
- 脚本 - デビット・スペクター & マイケル・シェッフ
- 原作 - アーサー・ヘイリー
- 撮影 - フィリップ・ラスロップ
- 日本語字幕 - 高瀬鎮夫[3]